# أورط الأخوة جلبوع

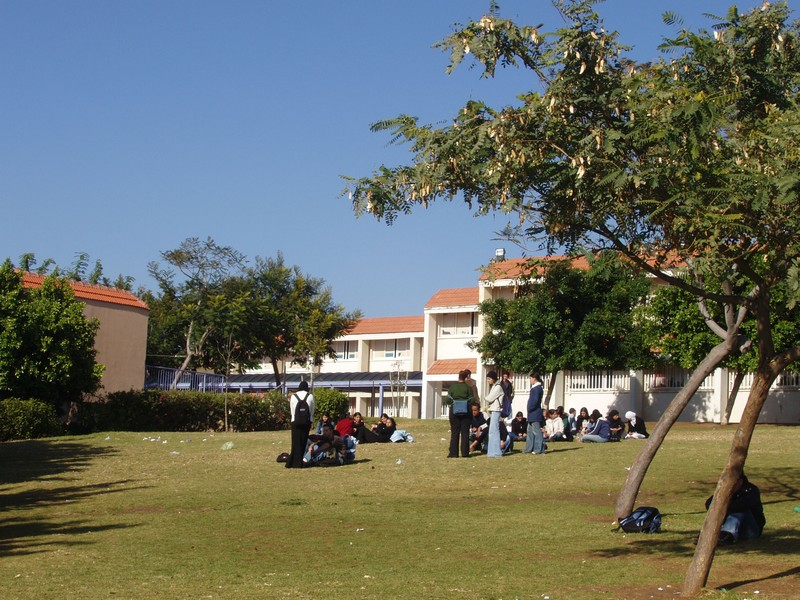
منظر عام لأورط الأخوة

المؤسسة الشاملة أورط الأخوة جلبوع هي مؤسسة تربوية التي تخدم مواطني قرى المرج حيث تقع قرب قرية الناعورة وهي مؤسسة شاملة لمرحلة الاعدادية– والثانوية تخدم الطلاب العرب في القرى الموجودة تحت رعاية المجلس الاقليمي جلبوع.
تأسست المؤسسة عام 1992 وبدأت من الصفوف السابعة. في عام 1996 انتقلت المدرسة لشبكة اورط التعليمية، بعد ان انضم اليها تسع قرى من قرى المرج (صندله، المقيبله، الطيبه، الناعوره، طمره، الدحي، نين، كفر مصر وسولم ),سنة 2008 تم اختيار المؤسسة لمشروع تجريبي لتنفيذ برنامج «التميز بالتدريس» .حيث حصلت المؤسسة من خلاله على جوائز عديدة في مجالات مختلفة.
يتعلم في المؤسسة في عام 2017، وحوالي 1126 طالب وطالبة من خمس قرى ( ناعوره، طمرة طيبة، صندله ومقيبله). يدرسون بعشره فروع علميه: فرع انظمه طبيه، هندسه الكترونيكا وحاسوب، اوتوتك، بيولوجيا، كيمياء، اداره ماليه، طاقات بشرية، صيانه حواسيب وشبكات اتصال . حيث يعمل في المؤسسة 110 معلمين ومعلمات من المنطقة.

## نشاطات المؤسسة
1. مشروع ايستيم: وهو مشروع ينمي قدرة التفكير الابداعي والمبادرة عند الطلاب.
2. مشروع يونيستريم: سلسلة لقاءات وفعاليات تهدف إلى زيادة وتنمية القدرات القيادية، المبادرة والانخراط في جو الاستثمار والاقتصاد والاعمال التجارية. مجموعة الطلاب المشاركة تقوم ببناء مشروع اقتصادي جدير مبتكر.[4]
3. مشروع «القيادة العلمية التكنولوجية»: مشروع يهدف إلى تشجيع التفوق العلمي التكنولوجي عند الطلاب المرحلتين الاعدادية والثانوية
4. التوجيه الدراسي: تنظم المدرسة ورشات للتوجيه الدراسي لطلاب صفوف الحوادي عشر والثواني عشر، تشمل زيارات للجامعات والمعاهد التعليمية العليا. مشروع زيارات الطلاب لشركات الهاي- تيك والمتاحف التعليمية لجعل التعليم أكثر نجاعة.
5. جسور السلام: مشروع مع مدرسة شاريت اليهودية الناصرة العليا يدمج ما بين التعايش والتكنولوجيا الحديثة في التواصل عن بعد.
6. القيادة الشابة في موضوع الفيزياء : طلاب صفوف الحوادي عشر، يحصلون على خبرة تعليمية بواسطة دورات خاصة في بعض مواضيع الفيزياء
7. التراث: المشاركة بفعاليات مدرسية وقطرية بموضوع التراث العربي

إلى جانب ذلك تنظم المؤسسة ة مجموعة دورات تأهيل وارشاد كالحذر على الطرق والإسعاف الاولي.